# Marcus Manlius Capitolinus
Marcus Manlius Capitolinus byl konzul a patricij římské republiky (384  př. n. l.).
V době gallské války bránil v Římě Kapitol, který zůstal nedobyt (odtud získal přezdívku Capitolinus) (390 př. n. l.); údajně byl na noční přepad nepřátel včas upozorněn kejháním posvátných hus chovaných při chrámu bohyně Junony.
Krátce po skončení gallské války těžce nesl úspěchy Marca Furia Camilla, který se zasloužil o vítězství nad Gally a kvůli svému pocitu nedocenění přešel Capitolinus od patricijů k plebejům.
Zastával se plebejů při právních přích, které se týkaly dluhů způsobené válkou a obnovou zničeného Říma Gally. Sám vysvobozoval tyto dlužníky placením jejich dlužné částky, což mu přineslo velikou oblibu u plebejů.
Poté začal veřejně vystupovat proti senátu a obvinil jej z toho, že se snaží zotročit plebeje. Ve stejné době, kdy měl veliký vliv mezi plebeji, je senátem předvolán k soudu a odsouzen za pokus převratu k trestu smrti, který byl roku 384 př. n. l. vykonán svržením z Tarpejské skály.
Podle historika Livia Marcus Manlius Capitolinus chtěl plebeje využít pouze k tomu, aby revolucí svrhl senát a nastolil královskou vládu.